# Privatismo
Privatismo es término general usado para describir que las personas tienen derecho a la propiedad privada de ciertas cosas. Hay varios grados de privatismo (en el Derecho, las ideologías políticas, los sistemas económicos, las formas de gobierno, etc.), desde el respaldo a una propiedad privada limitada sobre ítems específicos hasta el respaldo a una propiedad privada irrestricta sobre cualquier cosa. 
En el contexto de la izquierda política, en general, el término privatismo es usado para distinguir a aquellos que apoyan alguna clase de propiedad privada de aquellos que desean abolir todo tipo de propiedad privada.

## Sociología
En sociología, el privatismo es la preocupación por o el ejercicio de los intereses, el bienestar, o los ideales personales o familiares y la exclusión de cuestiones o relaciones sociales más amplias. El liberalismo económico ha argumentado que el privatismo está relacionado con el aumento de la riqueza de las sociedades occidentales.